# Icaraíma
Icaraíma é um município do estado do Paraná, no Brasil. Sua população, conforme estimativas do IBGE de 2020, era de 7 786 habitantes.

## Topônimo
O nome "Icaraíma" é tupi, sendo provavelmente criação original em tempos modernos, sem amparo no tupi clássico. Existem duas versões para seu significado:
- 'y , "água, rio" + akará, "espécie de peixe" + e'yma, "sem" = "rio sem peixes"
- Icaraíma = "Terra abençoada"

## História
Toda a região do noroeste do estado do Paraná era ocupada, até meados do século XX, pela etnia indígena dos xetás. Com os projetos de colonização da região levados a cabo a partir dessa época, os xetás foram praticamente exterminados, seja através da perda de suas terras, através de doenças trazidas pelos brancos ou através do assassínio puro e simples. A colonização da região teve início no ano de 1956, quando a Companhia Colonizadora do Norte do Paraná, tendo à sua frente, Hermes Vissotto, iniciou a venda de imóveis no território do município.
Através da Lei Estadual 4 245, de 25 de julho de 1960, foi criado o Município de Icaraíma, desmembrado de Cruzeiro do Oeste, então integrante da Comarca de Peabiru. Icaraíma é comarca desde 26 de Janeiro de 1991.